# Al-Hamdunijja
Al-Hamdunijja (arab. الحمدونية) – wieś w Syrii, w muhafazie Aleppo, w dystrykcie Manbidż. W 2004 roku liczyła 305 mieszkańców.